# Daniel Mandroiu
Daniel Jordan Mandroiu, detto Danny (Dublino, 20 ottobre 1998), è un calciatore irlandese di origini rumene, centrocampista dello Shamrock Rovers.

## Biografia
È nato a Dublino, da madre irlandese e padre rumeno.

## Carriera

### Club
Cresciuto nelle giovanili del Brighton, ha poi giocato nella prima divisione irlandese con la maglia del Bohemians e dello Shamrock Rovers. Nel 2022 si è trasferito al Lincoln City, club della terza divisione inglese, prima di fare ritorno in Irlanda allo Shamrock.

### Nazionale
Tra il 2018 ed il 2019 ha giocato 7 partite nella nazionale irlandese Under-21; in precedenza aveva giocato anche alcune partite con le nazionali Under-16 ed Under-19.

## Palmarès

### Club

#### Competizioni nazionali
- Campionato irlandese: 2

Shamrock Rovers: 2021, 2022
- Supercoppa d'Irlanda: 1

Shamrock Rovers: 2022

### Individuale
- PFAI Young Player of the Year: 1

2019
- PFAI Team of the Year: 1

2019